# Jacques Secrétin

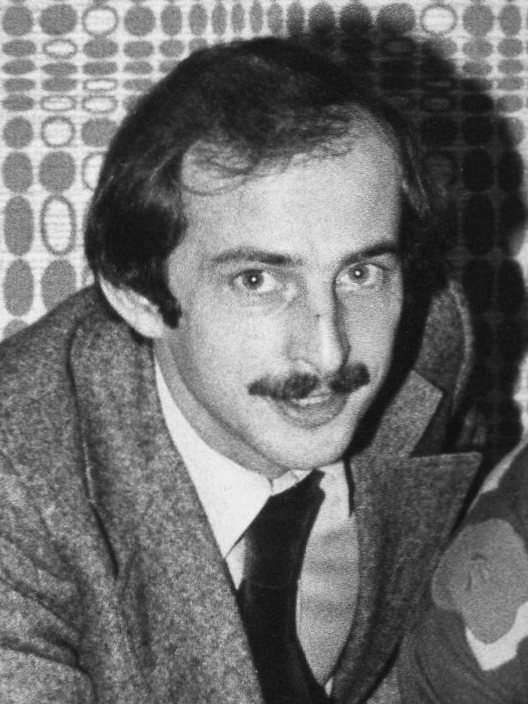
Jacques Secrétin (1978)

Jacques Secrétin (* 18. März 1949 in Carvin, Département Pas-de-Calais; † 24. November 2020 in Tourcoing) war ein französischer Tischtennisspieler. Er gehörte in den 1970er und 1980er Jahren zu den besten Tischtennisspielern der Welt, wurde Europameister im Einzel und Weltmeister im Mixed. 
Einem größeren Publikum wurde er durch seine Show mit Vincent Purkart bekannt, mit der er versuchte, Tischtennis auch dem Nicht-Fachpublikum näherzubringen.

## National
Secrétin war Linkshänder. Er spielte Anfang der 1970er Jahre für den AC Kremlin-Bicêtre, mit dem er 1973 die französische Mannschaftsmeisterschaft gewann.  Zwischen 1966 und 1989 errang er 17 französische Meisterschaften im Herreneinzel und 19 im Herren- und Mixed-Doppel, dazu noch zahlreiche Titel mit der Mannschaft.

## International
Seine internationale Karriere startete 1959 bei den Internationalen Meisterschaften von England (Schüler) in Folkestone. Den größten Erfolg errang Secrétin 1976 als Europameister im Herreneinzel. Das Finalspiel gewann er gegen Anatoli Strokatow aus der UdSSR. In diesem Jahr wurde er auch in der Weltrangliste auf Rang 2 geführt. 1977 gewann er in Birmingham mit Claude Bergeret die Weltmeisterschaft im Mixed. Weitere Titel bei Europameisterschaften waren 1980 das Doppel (mit Patrick Birocheau) sowie 1984 das Mixed (mit Walentina Popowa) und der Mannschaftswettbewerb.
Nach der WM 1987 beendete er seine internationale Laufbahn. Danach trat er in zahlreichen Tischtennisshows auf, bis 1996 mit Vincent Purkart, danach mit Andrzej Grubba.

## Privat
Secrétin war verheiratet mit Ehefrau Colette und hatte zwei Kinder. Er war Tischtennisprofi und wurde vom Ministerium für Kultur und Sport in Paris bezahlt. 1984 wurde er vom französischen Staat mit dem Kreuz der Ehrenlegion ausgezeichnet.

## Erfolge
- Teilnahme an 12 Tischtennisweltmeisterschaften
  - 1973 in Sarajevo
    - 3. Platz Doppel (mit Jean-Denis Constant)

  - 1975 in Kalkutta
    - 3. Platz Doppel (mit Jean-Denis Constant)

  - 1977 in Birmingham
    - 1. Platz Mixed-Doppel (mit Claude Bergeret)

  - 1979 in Pjöngjang
    - 3. Platz Mixed-Doppel (mit Claude Bergeret)

  - 1981 in Novi Sad
    - 3. Platz Doppel (mit Patrick Birocheau)

- Teilnahme an 8 Europameisterschaften
  - 1974 in Novi Sad
    - 3. Platz Mixed-Doppel (mit Claude Bergeret)

  - 1976 in Prag
    - 1. Platz Einzel
    - 3. Platz Mixed-Doppel (mit Claude Bergeret)

  - 1978 in Duisburg
    - 4. Platz mit dem Herrenteam

  - 1980 in Bern
    - 3. Platz Einzel
    - 1. Platz Doppel (mit Patrick Birocheau)

  - 1982 in Budapest
    - 3. Platz Doppel (mit Patrick Birocheau)

  - 1984 in Moskau
    - 1. Platz Mixed-Doppel (mit Valentina Popovová)
    - 3. Platz Doppel (mit Patrick Birocheau)
    - 1. Platz mit der Mannschaft

  - 1986 in Prag
    - 2. Platz mit Herrenteam

- Nationale Erfolge 
  - 1963–1966 Schüler- und Jugendmeister von Frankreich
  - 1966–1986 (außer 1976, 1983, 1984, 1985) Meister von Frankreich im Einzel

- Vereine
  - AS Messine
  - US Kremlin-Bicêtre
  - Levallois UTT

## Turnierergebnisse
| Verband | Veranstaltung            | Jahr | Ort          | Land | Einzel        | Doppel        | Mixed         | Team |
| ------- | ------------------------ | ---- | ------------ | ---- | ------------- | ------------- | ------------- | ---- |
| FRA     | Europameisterschaft      | 1986 | Prag         | TCH  |               | Viertelfinale |               | 2    |
| FRA     | Europameisterschaft      | 1984 | Moskau       | URS  |               | Halbfinale    | Gold          | 1    |
| FRA     | Europameisterschaft      | 1982 | Budapest     | HUN  | Viertelfinale | Halbfinale    | Viertelfinale |      |
| FRA     | Europameisterschaft      | 1980 | Bern         | SUI  | Halbfinale    | Gold          | Viertelfinale |      |
| FRA     | Europameisterschaft      | 1978 | Duisburg     | FRG  | letzte 16     |               | Viertelfinale |      |
| FRA     | Europameisterschaft      | 1976 | Prag         | TCH  | Gold          | Viertelfinale | Halbfinale    |      |
| FRA     | Europameisterschaft      | 1974 | Novi Sad     | YUG  | Viertelfinale | Viertelfinale | Halbfinale    |      |
| FRA     | Europameisterschaft      | 1972 | Rotterdam    | NED  | Viertelfinale | Viertelfinale |               |      |
| FRA     | EURO-TOP12               | 1986 | Sodertalje   | SWE  | 12            |               |               |      |
| FRA     | EURO-TOP12               | 1985 | Barcelona    | ESP  | 4             |               |               |      |
| FRA     | EURO-TOP12               | 1984 | Bratislava   | TCH  | 8             |               |               |      |
| FRA     | EURO-TOP12               | 1983 | Cleveland    | ENG  | 5             |               |               |      |
| FRA     | EURO-TOP12               | 1982 | Nantes       | FRA  | 5             |               |               |      |
| FRA     | EURO-TOP12               | 1981 | Miskolc      | HUN  | 5             |               |               |      |
| FRA     | EURO-TOP12               | 1980 | München      | FRG  | 3             |               |               |      |
| FRA     | EURO-TOP12               | 1979 | Kristianstad | SWE  | 3             |               |               |      |
| FRA     | EURO-TOP12               | 1978 | Prag         | TCH  | 6             |               |               |      |
| FRA     | EURO-TOP12               | 1977 | Sarajevo     | YUG  | 3             |               |               |      |
| FRA     | EURO-TOP12               | 1976 | Lübeck       | FRG  | 9             |               |               |      |
| FRA     | EURO-TOP12               | 1975 | Wien         | AUT  | 7             |               |               |      |
| FRA     | EURO-TOP12               | 1974 | Trollhatten  | SWE  | 8             |               |               |      |
| FRA     | EURO-TOP12               | 1973 | Böblingen    | FRG  | 6             |               |               |      |
| FRA     | EURO-TOP12               | 1972 | Zagreb       | YUG  | 10            |               |               |      |
| FRA     | EURO-TOP12               | 1971 | Zadar        | YUG  | 5             |               |               |      |
| FRA     | Mittelmeer Meisterschaft | 1968 | Alexandria   | EGY  | Gold          | Gold          | Gold          | 1    |
| FRA     | Mittelmeer-Spiele        | 1979 | Hvar Split   | YUG  | Silber        | Gold          | Gold          |      |
| FRA     | Weltmeisterschaft        | 1987 | New Delhi    | IND  | letzte 32     | letzte 16     | keine Teiln.  | 13   |
| FRA     | Weltmeisterschaft        | 1985 | Göteborg     | SWE  | Scratched     | Scratched     | keine Teiln.  | 8    |
| FRA     | Weltmeisterschaft        | 1983 | Tokio        | JPN  | letzte 32     | letzte 16     | letzte 16     | 8    |
| FRA     | Weltmeisterschaft        | 1981 | Novi Sad     | YUG  | letzte 64     | Halbfinale    | Viertelfinale | 5    |
| FRA     | Weltmeisterschaft        | 1979 | Pyongyang    | PRK  | letzte 32     | Viertelfinale | Halbfinale    | 5    |
| FRA     | Weltmeisterschaft        | 1977 | Birmingham   | ENG  | letzte 16     | Viertelfinale | Gold          | 9    |
| FRA     | Weltmeisterschaft        | 1975 | Calcutta     | IND  | letzte 16     | Halbfinale    | letzte 16     | 9    |
| FRA     | Weltmeisterschaft        | 1973 | Sarajevo     | YUG  | Viertelfinale | Halbfinale    | letzte 16     | 12   |
| FRA     | Weltmeisterschaft        | 1971 | Nagoya       | JPN  | letzte 64     | letzte 32     | letzte 32     | 7    |
| FRA     | Weltmeisterschaft        | 1969 | München      | FRG  | letzte 32     | letzte 32     | letzte 64     | 10   |
| FRA     | Weltmeisterschaft        | 1965 | Ljubljana    | YUG  | Qual          | letzte 64     | letzte 64     | 19   |
| FRA     | World Cup                | 1982 | Hong Kong    | HKG  | 10            |               |               |      |

## Philatelie
Zum 50-jährigen Jubiläum des französischen Tischtennisverbandes FFTT 1977 und zum Gewinn der Tischtennisweltmeisterschaft 1977 in Birmingham im Mixed von Jacques Secrétin und Claude Bergeret wurde von der französischen Post eine Briefmarke zu 1,10 France am 17. Dezember 1977 herausgegeben (Michel-Nr. 2060). Die Auflage betrug 7.000.000 Stück. 
Dazu gab es in Paris einen Sonderstempel zum Ersttag dieser Briefmarke mit der Abbildung eines Tischtennisschlägers.
Von diesem Postwertzeichen gibt es Farbprobedrucke, Ministerblöcke, Künstlerblöcke signiert von dem Graveur René Quillivic und ungezähnte Marken.